# Analisi discriminante lineare
L'analisi discriminante lineare (ADL) o analisi discriminante normale o analisi della funzione discriminante è una generalizzazione della discriminante lineare di Fisher, un metodo usato in statistica, nel riconoscimento di pattern, nell'apprendimento automatico per trovare una combinazione lineare di caratteristiche che raggruppano o separano 2 o più classi di oggetti o eventi. La combinazione risultante può essere usata come un classificatore lineare, o più comunemente per una riduzione dimensionale prima di una classificazione statistica.
L'ADL è strettamente correlata all'analisi della varianza (ANOVA) e all'analisi della regressione che anche tentano di esprimere la variabile dipendente come una combinazione lineare di altre caratteristiche o misure. Tuttavia l'ANOVA usa variabili indipendenti qualitative per spiegare una variabile dipendente continua, invece l'analisi del discriminante usa variabili indipendenti continue per spiegare una variabile dipendente qualitativa (per esempio: l'etichetta della classe). La regressione logistica e il modello probit sono più simili all'ADL di quanto lo sia l'ANOVA in quanto spiegano una variabile qualitativa per mezzo di variabili indipendenti continue. Questi altri metodi sono preferibili in applicazioni dove non è ragionevole assumere che le variabili indipendenti siano normalmente distribuite, che è una ipotesi fondamentale del metodo ADL.

## Applicazioni
- Predizione di bancarotta
- Riconoscimento dei volti
- Marketing
- Studi biomedici
- Scienze della terra